# 200 meter bröstsim för damer i simning vid olympiska sommarspelen 2004
Sammanställda resultaten för 200 meter bröstsim, damer vid de Olympiska sommarspelen 2004.

## Rekord
| Världsrekord                  | Amanda Beard (USA)    | Long Beach, USA    | 2.22,44 | 12 juli 2004      |
| Tidigare olympiskt rekord     | Agnes Kovacs (Ungern) | Sydney, Australien | 2.24,03 | 20 september 2000 |
| Nytt olympiskt rekord (Final) | Amanda Beard (USA)    | Aten, Grekland     | 2.23,37 | 19 augusti 2004   |

## Medaljörer
| Guld:             | Silver:                  | Brons:                 |
| Amanda Beard, USA | Leisel Jones, Australien | Anne Poleska, Tyskland |

## Resultat
Från de 5 kvalheaten gick de 16 snabbaste vidare till semifinalfinal.
Från de två semifinalerna gick de 8 snabbaste till final.
Alla tider visas i sekunder.

Q kvalificerad till nästa omgång

DNS startade inte.

DSQ markerar diskvalificerad eller utesluten.

### Kval

#### Heat 1
1. Jaclyn Pangilinan, Filippinerna 2.33,38
2. Eeva Saarinen, Finland 2.34,17
3. Nicolette Teo, Singapore 2.38,17

#### Heat 2
1. Marina Kuc, Serbien och Montenegro 2.30,39 Q
2. Ilkay Dikmen, Turkiet 2.32,69
3. Majken Thorup, Danmark 2.35,29
4. Agustina De Giovanni, Argentina 2.35,94
5. Adriana Marmolejo Vargas, Mexiko 2.36,10
6. Imaday Nunez Gonzalez, Kuba 2.36,40

#### Heat 3
1. Anne Poleska, Tyskland 2.26,48 Q
2. Birte Steven, Tyskland 2.27,42 Q
3. Mirna Jukic, Österrike 2.28,28 Q
4. Chiara Boggiatto, Italien 2.30,32 Q
5. Diana Gomes, Portugal 2,34,23
6. Irina Majstruk, Ukraina 2,37,42
7. Athina Tzavella, Grekland 2.40,18
8. Diana Remenyi, Ungern DNS

#### Heat 4
1. Leisel Jones, Australien 2.26,02 Q
2. Masami Tanaka, Japan 2.26,91 Q
3. Brooke Hanson, Australien 2.27,38 Q
4. Kirsty Balfour, Storbritannien 2.29,78 Q
5. Lauren van Oosten, Kanada 2.30,44 Q
6. Ina Kapisjina, Vitryssland 2.31,26 Q
7. Smiljana Marinovic, Kroatien 2.32,52
8. Alenka Kejzar, Slovenien 2.32,64

#### Heat 5
1. Amanda Beard, USA 2:26,61 Q
2. Agnes Kovacs, Ungern 2:26,90 Q
3. Caroline Bruce, USA 2:27,82 Q
4. Hui Qi, Kina 2:28,66 Q
5. Elena Bogomazova, Ryssland 2:31,49 Q
6. Yi Ting Siow, Malaysia 2:33,79
7. Ji-Young Lee, Sydkorea 2:34,55
8. Luo Xuejuan, Kina DNS

### Semifinaler

#### Heat 1
1. Brooke Hanson, Australien 2.26,43 Q
2. Anne Poleska, Tyskland 2.26,59 Q
3. Agnes Kovacs, Ungern 2.26,63 Q
4. Hui Qi, Kina 2.26,75 Q
5. Caroline Bruce, USA 2.27,60
6. Elena Bogomazova, Ryssland 2.30,35
7. Lauren van Oosten, Kanada 2.30,39
8. Chiara Boggiatto, Italien 2.30,76

#### Heat 2
1. Amanda Beard, USA 2:25,62 Q
2. Masami Tanaka, Japan 2:26,38 Q
3. Leisel Jones, Australien 2:26,71 Q
4. Mirna Jukic, Österrike 2:26,95 Q
5. Kirsty Balfour, Storbritannien 2:28,92
6. Birte Steven, Tyskland 2:29,22
7. Marina Kuc, Serbien och Montenegro 2:31,77
8. Ina Kapisjina, Vitryssland DSQ

### Final
1. Amanda Beard, USA 2.23,37 Olympiskt rekord
2. Leisel Jones, Australien 2.23,60
3. Anne Poleska, Tyskland 2.25,82 Tyskt rekord
4. Masami Tanaka, Japan 2.25,87
5. Agnes Kovacs, Ungern 2.26,12
6. Hui Qi, Kina 2.26,35
7. Mirna Jukic, Österrike 2.26,36
8. Brooke Hanson, Australien 2.26,39

## Tidigare vinnare

### OS
- 1896 – 1920: Ingen tävling
- 1924 i Paris: Lucie Morton, Storbritannien – 3.33,2
- 1928 i Amsterdam: Hildegard Schrader, Tyskland – 3.12,6
- 1932 i Los Angeles: Clare Dennis, Australien – 3.06,3
- 1936 i Berlin: Hideko Maehata, Japan – 3.03,6
- 1948 i London: Petronella van Vliet, Nederländerna – 2.57,2
- 1952 i Helsingfors: Éva Székely, Ungern – 2.51,7
- 1956 i Melbourne: Ursula Happe, Tyskland – 2.53,1
- 1960 i Rom: Anita Lonsbrough, Storbritannien – 2.49,5
- 1964 i Tokyo: Galina Prozumensjikova, Sovjetunionen – 2.46,4
- 1968 i Mexico City: Sharon Wichman, USA – 2.44,4
- 1972 i München: Beverly Whitfield, Australien – 2.41,71
- 1976 i Montréal: Marina Kosjevaia, Sovjetunionen – 2.33,35
- 1980 i Moskva: Lina Kaciušyté, Sovjetunionen – 2.29,54
- 1984 i Los Angeles: Anne Ottenbrite, Kanada – 2.30,38
- 1988 i Seoul: Silke Hörner, DDR – 2.26,71
- 1992 i Barcelona: Kyoko Iwasaki, Japan – 2.26,65
- 1996 i Atlanta: Penny Heyns, Sydafrika – 2.25,41
- 2000 i Sydney: Ágnes Kóvacs, Ungern – 2.24,35

### VM
- 1973 i Belgrad: Renate Vogel, DDR – 2.40,01
- 1975 i Cali, Colombia: Hannelore Anke, DDR – 2.37,25
- 1978 i Berlin: Lina Katjusjite, Sovjetunionen – 2.31,42
- 1982 i Guayaquil, Ecuador: Svetlana Varganova – Sovjetunionen – 2.28,82
- 1986 i Madrid: Silke Hörner, DDR – 2.27,40
- 1991 i Perth: Elena Volkova, Sovjetunionen – 2.29,53
- 1994 i Rom: Sam Riley, Australien – 2.26,87
- 1998 i Perth: Ágnes Kóvacs, Ungern – 2.24,45
- 2001 i Fukuoka, Japan: Ágnes Kóvacs, Ungern – 2.24,90
- 2003 i Barcelona: Amanda Beard, USA – 2.22,99